# 卡什提里亚什二世
卡什提里亚什二世（约公元前17世纪中期在位）（英語：Kashtiliashu II）加喜特国王。继承阿比拉塔什之位。